# Rhinella veredas
Espèce
Synonymes
- Chaunus veredas Brandão, Maciel & Sebben, 2007

Statut de conservation UICN

 LC  : Préoccupation mineure
Rhinella veredas est une espèce d'amphibiens de la famille des Bufonidae.

## Répartition
Cette espèce est endémique du Cerrado au Brésil. Elle se rencontre dans le sud du Piauí, dans l'Ouest de État de Bahia et dans le nord du Minas Gerais entre 200 et 1 000 m d'altitude.

## Description
Les mâles mesurent de 87 à 110,7 mm et les femelles de 82,8 à 117,8 mm.

## Publication originale
- Brandão, Maciel & Sebben, 2007 : A New Species of Chaunus from Central Brazil (Anura; Bufonidae). Journal of Herpetology, vol. 41, no 2, p. 309-316.